# Syllepte zygialis
Syllepte zygialis là một loài bướm đêm trong họ Crambidae.